# 麥吉爾 (伊利諾伊州)
麥吉爾（英語：McGirr）是位於美國伊利諾伊州迪卡爾布縣的一個非建制地區。該地的面積和人口皆未知。

## 地理
麥吉爾的座標為41°49′03″N 88°48′08″W / 41.81750°N 88.80222°W，而該地的平均海拔高度為273米（即896英尺）。